# Limbi lehitice
Limbile lehitice sunt subgrupul limbilor slave de vest. Sunt vorbite în Europa Centrală, majoritatea utilizatorilor trăind în Polonia și regiunile vecine — Brandenburg, Mecklenburg și Pomerania Apuseană în Germania.
Grupul lehitic este format de către următoare limbi:
- polabă (dispărută)
- poloneză
- pomeraniană
  - cașubiană
  - slovinciană (dispărută)
- sileziană